# Omar Abdel Meguid
Omar Abdel Meguid (* 23. Februar 1988 in Gizeh) ist ein ehemaliger ägyptischer Squashspieler. 

## Karriere
Omar Abdel Meguid begann seine Karriere im Jahr 2005 und gewann 13 Titel auf der PSA World Tour. Seine beste Platzierung in der Weltrangliste erreichte er mit Rang 25 im November 2014. Er qualifizierte sich 2011 erstmals für das Hauptfeld der Weltmeisterschaft. Insgesamt sechsmal stand er im Hauptfeld und erreichte dabei dreimal die zweite Runde. 2019 beendete er seine Karriere.
Er schloss erfolgreich ein Studium der Zahnmedizin in Kairo ab und betreibt eine Zahnarztpraxis.

## Erfolge
- Gewonnene PSA-Titel: 13